# Адріан V
Адріан V (лат. Hadrianus; бл. 1205 — 18 серпня 1276) — сто вімдесят п'ятий папа Римський (11 липня 1276—18 серпня 1276).

## Біографія
Народився у Генуї у знатній сім'ї під іменем Оттобуоно де Фьєскі (італ. Ottobuono de' Fieschi).
У 1243 став папським капеланом, у грудні 1251 призначений кардиналом-дияконом його дядьком, папою Іннокентієм IV. Був також архидияконом Парми та Реймса.
Папа Климент IV послав його до Англії, щоб провести перемовини з Генріхом III і його баронами про підготовку чергового Хрестового походу. Перебував в Англії кілька років, у квітні 1268 видав збірку правил, які стали основою англійського церковного права до його реформи у XVI столітті.
Був обраний папою завдяки впливу Карла Анжуйського, проте незабаром помер.